# دنيس فرنانديز
دنيس فرنانديز هو منافس ألعاب قوى كوبي، ولد في 23 يناير 1986.

## وصلات خارجية
- دنيس فرنانديز على موقع الاتحاد الدولي لألعاب القوى (الإنجليزية)